# Korban
Korban – różne rodzaje ofiar całopalnych, jakie zostały opisane w Tanach i Talmudzie. Były składane przez Izraelitów, a w późniejszych czasach przez Kohanim (kapłanów) w Świątyni Jerozolimskiej. Korban pochodzi od hebrajskiego słowa K [a] R [o] V (קרב), które oznacza przybyć do Boga lub zbliżyć się do Niego i jest podobne do łacińskiego sacrificium, sacrum facere (czynić świętym).
Żydzi składali nieustannie ofiary Bogu: zwierzęta, rośliny czy kadzidło były codziennie ofiarowane w Świątyni przez kapłanów. Prawo przewidywało, że powinny zostać ofiarowane pierwociny z płodów ziemi i pierworodne zwierzęta. Również pierworodni mężczyźni powinni zostać ofiarowani Jahwe, a potem wykupieni (Pwt 12,31; Pwt 18,10).
O Korbanie wspominał Jezus Chrystus w Mk 7,11:

A wy mówicie: "Jeśli kto powie ojcu lub matce: Korban, to znaczy darem [złożonym w ofierze] jest to, co by ode mnie miało być wsparciem dla ciebie" – to już nie pozwalacie mu nic uczynić dla ojca ni dla matki.

Korbanem był również określany święty skarb świątynny.